# Ерин Хедъртън
Ерин Хедъртън (на английски: Erin Heatherton) е американски супермодел. Най-известна е като един от ангелите на Викторияс Сикрет.

## Биография
Ерин е родена в Скоки, щата Илинойс, и посещава местната еврейска гимназия. Докато е на почивка в Маями, потенциалът ѝ за модния подиум е забелязан и тя подписва договор с модната агенция „Мерилин“. Премества се да живее в Ню Йорк и започва да дефилира за Даян фон Фюрстенберг, Оскар де ла Рента, Томи Хилфайгър и други. Била е на кориците на Грация, Велвет и Мюз.
През 2010 г. сключва договор с Викторияс Сикрет и става един от ангелите на марката дамско бельо. От 2008 г. участва в ежегодното „Модно шоу на Викторияс Сикрет“.
Хедъртън има връзка с актьора Леонардо ди Каприо през 2010-2012 г.